# Grand Boucage
Pimpinella major
Espèce
Le Grand Boucage, parfois appelé persil de bouc (Pimpinella major), est une espèce de plantes à fleurs de la famille des Apiacées. C'est une plante vivace présente dans toute l'Europe et mesurant entre 1 mètre et 1 mètre 50. Ses fleurs, présentes aux mois de juin et juillet sont généralement de couleur rose et parfois de couleur blanche, ses feuilles elles sont en en folioles dentées.